# Cerkiew św. Klemensa z Ochrydy w Skopju
Cerkiew św. Klemensa z Ochrydy w Skopju (mac. Свети Климент Охридски) – główna świątynia Macedońskiego Kościoła Prawosławnego w Skopju, zaprojektowana przez architekta Slavko Brezovskiego.

## Opis
Nowoczesna cerkiew została wybudowana w latach 1972–1990. Jej konsekracja nastąpiła w 1150 rocznicę urodzin patrona – św. Klemensa z Ochrydy.